# 北新书局
北新书局是1925年成立於北京的一家民营书局，创办人李小峰，出版书籍以新文艺书籍为主导，旁及社会科学丛书，1952年关闭。北新书局一开始是依靠语丝同人的帮助，尤其是鲁迅、周作人兄弟的支持，方才立足。1931、1933年两度被查禁。此后总局迁往上海。
北新的全盛期是在1925－1937年，此后的战争让它受到很大打击。在这12年中，北新书局的出版事业经历了从新文艺书籍到教科书、儿童用书的转向。据统计，北新书局在1949年之前（主要是1937年之前）的文学类书籍出版达到了545种，其中中国文学（包括古代文学与新文学）达到401种，外国文学翻译达到144种。
1953年北新书局并入四联出版社。